# 哈魯科
哈魯科是古巴的城市，属瑪雅貝克省，距離首都哈瓦那30公里，始建於1762年，面積276平方公里，海拔高度130米，主要經濟活動是農業和畜牧業，根據2004年人口普查總數為25,658人。